# Lloyd Cole
 (septembre 2023).
Si vous disposez d'ouvrages ou d'articles de référence ou si vous connaissez des sites web de qualité traitant du thème abordé ici, merci de compléter l'article en donnant les références utiles à sa vérifiabilité et en les liant à la section « Notes et références ».
Pour les articles homonymes, voir Cole.
Lloyd Cole, né le 31 janvier 1961 à Buxton, Derbyshire est un auteur-compositeur-interprète britannique.

## Carrière
Lloyd Cole étudie d'abord le droit à l'University College de Londres puis la philosophie à l’université de Glasgow. C'est là qu'il rencontre Blair Cowan avec qui il forme Lloyd Cole and the Commotions. Le premier album du groupe, Rattlesnakes (1984), obtient un fort succès critique et commercial mais, après deux échecs, ils se séparent en 1989.
Cole épouse Elizabeth Lewis et s'installe dans le Massachusetts avec ses enfants William et Frank.
Il commence alors une carrière solo en confirmant sa réputation de songwriter avec des albums comme Lloyd Cole, Love Story, Music In A Foreign Language, Antidepressant, certains enregistrés en grande partie par lui-même et chez lui (y compris directement sur un ordinateur).
À la fin des années 1990, il crée un groupe new-yorkais du nom de The Negatives enregistrant un album homonyme.
Tout d'abord distribué par des majors tel Polydor ou Capitol Records et après avoir enchaînés des périodes sans contrat, Lloyd Cole se tourne vers des petits labels indépendants comme Sanctuary Records, One Little Indian (Etc. est en réalité des outtakes de la période 1996/2000) et Tapete Records.
Depuis 2007, plusieurs concerts acoustiques et compilations de versions alternatives ont été publiés, exclusivement en vente sur son site et en série limitée. On y retrouve un certain nombre de ses reprises de Marc Bolan, Leonard Cohen, Nick Cave, Lou Reed, Bob Dylan, Tim Hardin, Burt Bacharach et Kris Kristofferson. Jouant souvent dans des petites salles, seul à la guitare acoustique, il aime à interagir avec son public, comme dans un stand-up, et certaines de ses chansons sont dites plutôt que jouées.
Broken Record, sorti en septembre 2010, a marqué une nouvelle étape car l'enregistrement de l'album a été entièrement financé par des achats anticipés par ses fans via internet et réalisé en grande partie grâce à des fidèles et amis comme Fred Maher, Dave Derby et Blair Cowan, ainsi que deux autres musiciens, Matt Cullen et Mark Schwaber, avec lequel Lloyd Cole a créé Small Ensemble.
En novembre 2012 est annoncé sur Facebook un nouveau projet d'album nommé Standards. Ce nouvel opus est encore financé par ses fans mais aussi par son nouveau label allemand pour un montant de 60 000 dollars.
Le 22 février 2013, en parallèle à son projet de futur album solo, sort Selected Studies Vol. 1 en collaboration avec Hans-Joachim Roedelius, patriarche de la musique électronique et membre du groupe allemand Cluster.
En 2014, il tourne avec un groupe (The Leopards), ce qui représente une première depuis plus de dix ans. La même année, à Berlin, il joue pour les 80 ans de Hans-Joachim Roedelius. Lloyd Cole et Bureau B décident alors de sortir un nouvel album de musique électronique ; ce sera 1D ELECTRONICS 2012-2014 en 2015.  

### Centres d'intérêt
Il est aussi connu pour être un très bon golfeur amateur (ses parents ont été stewards dans un club) et on lui prête de choisir ses salles de concerts en fonction des terrains de golf. 
Il tient aussi, sur son site, une page où il note tous les plats et les boissons des restaurants, brasseries, pubs visités lors de ses nombreuses tournées.

## Discographie

### Albums studio
- 1990 - Lloyd Cole
- 1991 - Don't Get Weird On Me, Babe
- 1993 - Bad Vibes
- 1995 - Love Story
- 2001 - Plastic Wood
- 2001 - Etc.
- 2003 - Music In A Foreign Language
- 2006 - Antidepressant
- 2010 - Broken Record
- 2013 - Standards
- 2015 - 1D Electronics 2012-2014
- 2019 - Guesswork
- 2023 - On Pain

### Compilations & Live
- 1996 - The Best Of Lloyd Cole, and The Commotions
- 1998 - Collection
- 2001 - 2001 - Collected Recordings 1996-2000
- 2004 - Lloyd Cole. The Commotions. The Singles
- 2007 - Live At The BBC
- 2009 - Cleaning Out The Ashtrays
- 2009 - Radio Bremen - Folksinger Volume 1
- 2009 - The Whelan - Folksinger Volume 2
- 2015 - Don’t Look Back : An Introduction To Lloyd Cole And Lloyd Cole And The Commotions
- 2017 - Lloyd Cole In New York : Collected Recordings 1988-1996
- 2017 - My Austere Demeanour - Folksinger Volume 3
- 2018 - Retrospective - Folksinger Volume 4

### Collaborations
- 2000 - The Negatives (avec The Negatives)
- 2010 - Lloyd Cole Small Ensemble Slaughterhouse Studios 01/22/2010 (avec Small Ensemble)
- 2012 - Lloyd & Will Cole Acoustic Sessions 2012 (avec son fils Will)
- 2013 - Selected Studies Vol. 1 (avec Hans-Joachim Roedelius)